# Roro (album)
Albums de Expérience 7
Diva Goudjoua
(1987)
Roro est un des albums du groupe guadeloupéen Experience 7 sorti en 1985.

## Pistes
| No | Titre              | Auteur-compositeur        | Durée |
| -- | ------------------ | ------------------------- | ----- |
| 1. | Mwen ke devire     | Eric Brouta               |       |
| 2. | Plus près          | Guy Houllier, Yves Honoré |       |
| 3. | Bel Toubonman      | Guy Houllier, Yves Honoré |       |
| 4. | Mete'W Rilaks      | Guy Houllier, Yves Honoré |       |
| 5. | Roro               | Guy Houllier, Yves Honoré |       |
| 6. | Yo Vwe'W Ka        | Guy Houllier, Yves Honoré |       |
| 7. | Lanmou sé on danjé | Guy Houllier, Yves Honoré |       |

## Musiciens
- Chant : Guy Houllier, Christiane Obydol, Yves Honoré, Eric Brouta
- Guitares : Yves Honoré, Yves Honoré
- Batterie/Percussions : Guy Houllier, Jules Houllier, Yves Honoré, Eric Brouta
- Saxophones : François Pettier
- Trombone : Lionel Jouot
- Trompettes : Patrick Artero, Philippe Slominski
- Claviers : Yves Honoré
- Basse : Guy Houllier
- Chœurs : Guy Houllier, Georges Antoine(Piste Plus près), Tanya St-Val, Jules Houllier, Christiane Obydol